# باباكولي ديوب
بابا كولي ديوب (بالفرنسية: Papakouli Diop)‏ (مواليد 19 مارس 1986 في كاولاك - السنغال) لاعب كرة قدم سنغالي يلعب حاليا لصالح نادي الدرجة الأولى إسبانيول الإسباني منذ 2015 في مركز الوسط المدافع .

## روابط خارجية
- باباكولي ديوب على موقع رابطة كرة القدم الفرنسية للمحترفين (الإنجليزية)
- باباكولي ديوب على موقع قاعدة بيانات كرة القدم.إي يو (الإنجليزية)
- باباكولي ديوب على موقع ليكيب (الفرنسية)
- باباكولي ديوب على موقع ناشيونال فوتبول تيمز (الإنجليزية)
- باباكولي ديوب على موقع Soccerway.com (الإنجليزية)
- باباكولي ديوب على موقع عالم كرة القدم.نت (الإنجليزية)
- باباكولي ديوب على موقع AS.com (الإسبانية)